# Iodeto de cálcio
Iodeto de cálcio é o composto de fórmula química CaI2.